# ملعب (برمجة)

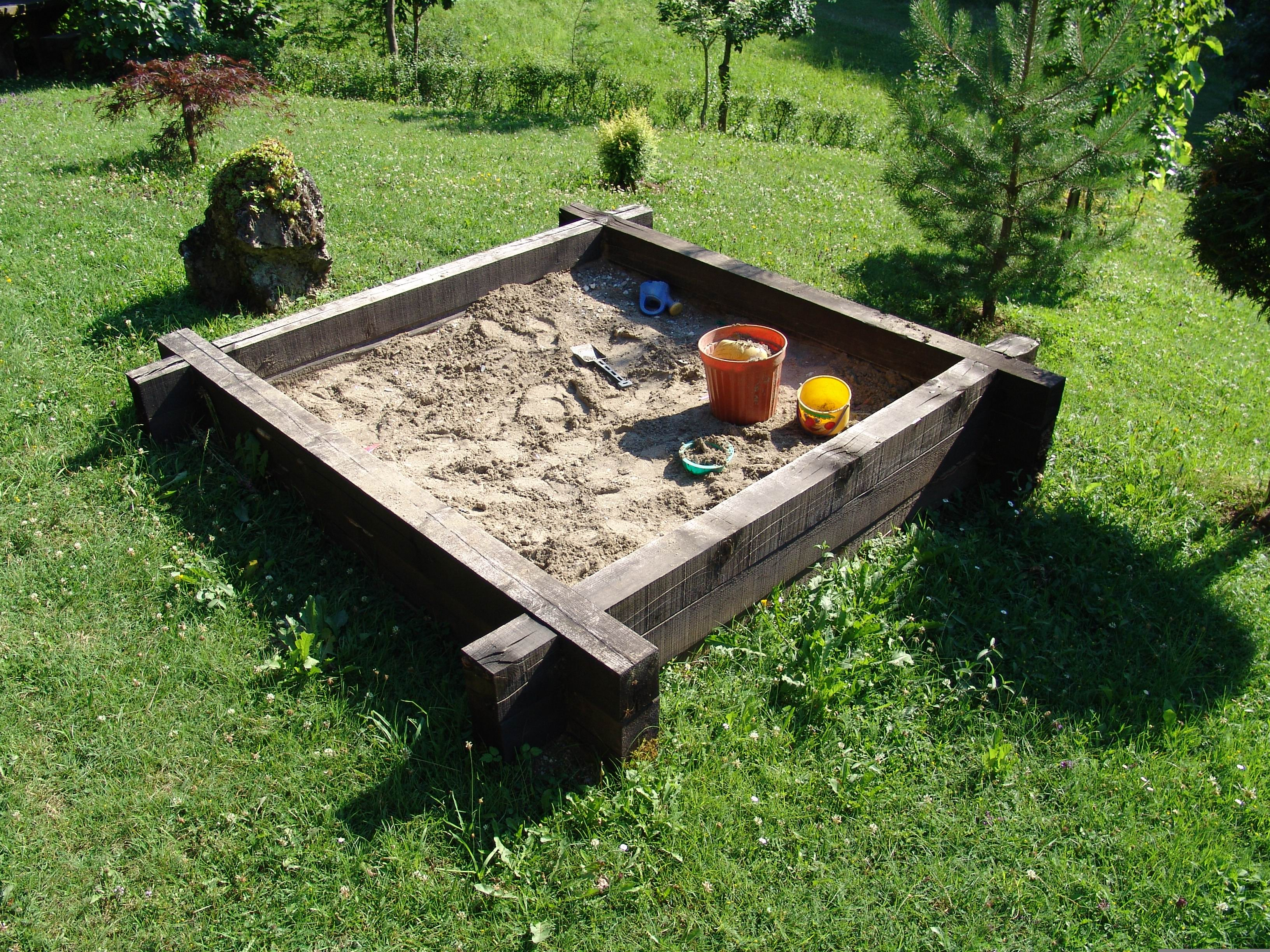
الملعب في علم الحواسيب يطلق عليه صندوق الرمل تشبيها بالموضع الذي يجعل في رمل ليلعب فيه الأطفال.

الملعب بيئة اختبارية معزولة ضمن نظام التشغيل هدفها اختبار التغييرات الحاصلة في الشيفرات المصدرية الخاصة بلغة برمجة التطبيق أو تجربة تطبيق لم يسبق استخدامه أو تطبيق يشتبه في وجود أحد الفيروسات أو البرمجيات الخبيثة فيه. ويستخدم أيضا في مجالات تطوير البرمجيات بما في ذلك تطوير المواقع أو نظام ضبط المراجعات.